# Shuichi Yoshida
Shūichi Yoshida (吉田 修一, Yoshida Shūichi), nacido el 14 de septiembre de 1968, es un novelista japonés.

## Biografía
Shūichi Yoshida nació en Nagasaki, y estudió Ciencias Empresariales en la Universidad de Hosei. En 1997 ganó el premio Bungakukai para nuevos escritores por su primera novela "Saigo no Musuko", y en 2002 el premio Akutagawa (la quinta vez que había sido nominado para el premio) por "Park Life" y el premio YamamotoShugoro también en 2002 por "Parade", y por ganar ambos premios literarios populares, Yoshida fue conocido como escritor de Crossover ficcional, como Amy Yamada o Masahiko Shimada. En 2003 escribió la letra de la canción "Great Escape" del álbum de Tomoyasu Hotei 'Doberman'. Su novela del 2007, Akunin (El hombre que quiso matarme, en español), ganó el Premio Osaragi Jiro y el Manichi Publishing Culture Award, y adaptada por Lee Sang-il a una exitosa película en 2010.

## Trabajos más conocidos
- Saigo no Musuko (1999)
- Parade (2002)
- Park Life (2002)
- Nichiyōbitachi (2002)
- Tōkyōwankei (2002)
- Shichigatsu Nijūyokka Dōri (2004)
- Haru, Bānīzu de (2004)
- Akunin (2007) 
  - En lengua inglesa: Villain, traducido por Philip Gabriel, Pantheon, Londres 2010 ISBN 978-0-307-37887-3
  - En lengua española: El hombre que quiso matarme, traducido por Marina Bornas Montaña, publicada el 5 de junio de 2012 por Destino ISBN 9788423327782
- Shizuka na Bakudan (2008)

## Adaptaciones
- Tōkyōwankei fue adaptado a un drama de TV protagonizada por Yukie Nakama.
- Haru, Bānīzu de fue adaptada a una película de TV en 2003 protagonizada por Hidetoshi Nishijima y Shinobu Terajima.
- Shichigatsu Nijūyokka Dōri fue adaptada a una película en el 2006 protagonizada por Takao Ōsawa and Miki Nakatani. Conocida internacionalmente por su título inglés Christmas on July 24th Avenue.[1]
- Parade fue adaptada a una película de 2010 protagonizada por Tatsuya Fujiwara, Shihori Kanjiya, y la modelo y actriz Karina. Se estrenó a nivel mundial en el Pusan International Film Festival 2009, incluyendo un sitio reservado para las cinco jóvenes estrellas.
- Villain fue adaptada en 2010 a una película protagonizada por Satoshi Tsumabuki, Eri Fukatsu y Akira Emoto. Ganó cinco Premios de la Academia Japonesa en 2011